# 成広通
成広 通（なりひろ とおる、1963年 - ）は、日本のゲームクリエイター。岡山県出身。インテリジェントシステムズ取締役および同社企画開発部部長。
1986年、北西亮一らと共にインテリジェントシステムズ（IS）を創業。同社の代表作である『ファイアーエムブレム』シリーズ（任天堂発売）に『外伝』など一部のタイトルを除いて初期から関わっており、第3作『紋章の謎』ではチーフプログラマーを務めた。
第1作『暗黒竜と光の剣』よりシリーズの事実上の「生みの親」としてディレクターを務めていた加賀昭三が『トラキア776』を最後にISを退社した後の『封印の剣』ではディレクターを務める。続編『烈火の剣』ではプロデューサーに就任しており、事実上の2代目シリーズ統括責任者となっている。
『ファイアーエムブレム』以外のタイトルでは『ファミコンウォーズ』『カエルの為に鐘は鳴る』『スペースバズーカ』などに関わっていることがスタッフロールより確認できる。